# Sylvester och Pips mysterier
Sylvester och Pips mysterier är en tecknad animerad serie från skaparna av Pinky och Hjärnan och Looney Tunes. Serien sändes ursprungligen på kanalen Kids' WB (tillhörande Warner Bros.) och har även sänts i Cartoon Network och Boomerang.

## Handling
Mormor är nu en världsomspännande detektiv med Sylvester, Pip och Hector i släptåg. Hon reser till avlägsna platser för att undersöka försvunna föremål och bisarra händelser i jordens alla hörn. Sylvester brukar alltid jaga Pip eftersom han är så utsvulten. Men då får Pip en livvakt i Hector. Han brukar alltid hålla Sylvester borta från Mormors fågel. Pip hjälper Mormor att finna spår för att lösa vardagliga mysterier.